# Reserva índia Pechanga
La reserva índia Pechanga és una reserva índia de la tribu reconeguda federalment Banda Pechanga d'indis luiseños al comtat de Riverside (Califòrnia). La banda Pechanga té la seu a Temecula (Califòrnia). La tribu és governada per un consell tribal escollit democràticament de quatre persones presidit per Mark A. Macarro. La reserva té una àrea de 4.394 acres i una població de 467 habitants. La reserva Pechanga fou establerta en 1882.

## Desenvolupament econòmic
La Banda Pechanga d'indis de missió luiseño posseeix i gestiona el Pechanga Resort Casino Temecula, Bamboo, Blazing Noodles, The Buffet, The Great Oak, Journey's End, Kelsey's, Paisano's Italian, Pechanga Cafe, The Seafood Grotto, i Temptations Food Walk, tots situats a Temecula.